# Агнес фон Еберщайн
Агнес фон Еберщайн (на немски: Agnes von Eberstein; * ок. 1190 в Ной Еберщайн; † март 1263) е графиня от Еберщайн и чрез женитба графиня на Саарбрюкен и графиня на Лайнинген.

## Биография
Тя е дъщеря на граф Еберхард III фон Еберщайн († 1219) и съпругата му Кунигунда фон Андекс († сл. 1207), дъщеря на Бертхолд III фон Андекс, маркграф на Истрия и Крайна, и първата му съпруга Хедвиг фон Дахау-Вителсбах. Тя е братовчедка на унгарската кралица Гертруда от Мерания. Сестра е на Конрад фон Еберщайн († 1245), епископ на Шпайер (1237 – 1245).
Агнес фон Еберщайн се омъжва за граф Фридрих II фон Лайнинген († 1237), вторият син на граф Симон II фон Саарбрюкен († сл. 1207) и Лиутгард фон Лайнинген († сл. 1239). Преди 1212 г. Фридрих II фон Лайнинген строи замък Харденбург при Дюркхайм за резиденция и умира през 1237 г.
Агнес фон Еберщайн умира през март 1263 г.

## Деца
Агнес фон Еберщайн и граф Фридрих II фон Лайнинген имат дванадесет деца:
- Симон фон Лайнинген-Дагсбург († ок. 1234/1235), женен I. 1223/между януари и септември 1224 г. за графиня Гертруд фон Дагсбург (* 1206; † 19 март 1225), II. на 29 август 1227 г. за Жана д' Аспремон
- Фридрих III († 1287), граф на Лайнинген, ландграф в Шпайергау, женен пр. 29 септември 1242 г. за графиня Аделхайд фон Кибург (* ок. 1220; † 1282)
- Емих IV († 1281), женен I. за Елизабет д' Аспремон († 1264), II. на 15 март 1265 г. за Маргарета фон Хенгебах († 1291/1299)
- Бертхолд († 1285), епископ на Бамберг
- Хайнрих († 1272), епископ на Шпайер († 1272).
- Валрам († 1284), домпропст към Вормс
- Еберхард († 1231), доминиканец във Вормс
- Кунигунда († сл. 1236), омъжена за Вернер IV фон Боланден († 1258/1262), майка на Фридрих фон Боланден, 1272 – 1302 епископ на Шпайер
- дъщеря, омъжена за Куно фон Малберг „Велики“, господар на Финстинген († 1262)
- Зигмунд
- дъщеря, омъжена за граф Конрад I/III фон Цолерн, бургграф на Нюрнберг († 1260/1261)
- Агнес († 13 май 1285), омъжена пр. 1266 г. за граф Ото III фон Ваймар-Орламюнде († 1285)